# Disterigma synanthum
Disterigma synanthum är en ljungväxtart som beskrevs av Pedraza. Disterigma synanthum ingår i släktet Disterigma och familjen ljungväxter. Inga underarter finns listade i Catalogue of Life.